# Banu Khazraj
Les Banû al-Khazraj ou Banû Khazraj étaient une tribu arabe de l'ère médinoise.
Comme les Banû Aws, les Banû Khazraj appartenaient aux Arabes du sud ou Yéménites, issus de la descendance de Qahtan dont la célébrité tient surtout au rôle que ses membres ont joué auprès de Mahomet pendant la période médinoise.
Aws et Khazraj étaient connus comme Banū Qayla (بنو قيلة  /ˈbænuː ˈqɑjlæ/) dans l'ère pré-islamique.

## Histoire
Au début du IIe siècle, le Barrage de Marib s'effondre une première fois. Cette catastrophe, conjuguée avec le changement des routes de commerces dû à la présence des Romains qui préfèrent les routes maritimes aux routes terrestres, va provoquer une première vague d'émigration des tribus arabes du Yémen vers le nord.
Dès la fin du IIe siècle, des tribus arabes originaires du Yémen fondent la ville d'Al-Hira auprès de la moderne Koufa créant l'empire lakhmide vassal des Sassanides. Cet empire tombe aux mains des Sassanides en 605.
Ces tribus arabes installées aux frontières des deux empires romain et sassanide se mettent au service de l'un ou l'autre de ces empires et créent des États tampons. Les Ghassanides convertis au christianisme monophysite ont fondé un royaume arabe dans la Jordanie actuelle. Ils furent longtemps des vassaux de l'Empire byzantin et contribuèrent à contenir les Perses sassanides hors des frontières de l'Empire byzantin. À son apogée le royaume ghassanide s'étendait du sud de la Syrie jusqu'à la ville de Yathrib (actuellement Médine) en Arabie saoudite. 

### Arrivées des tribus arabes à Yathrib
Vers 300, les tribus errantes des Banû Aws et des Banû Khazraj arrivent à Yathrib. Elles concluent une alliance avec les tribus juives qui y sont installées depuis sans doute le Ier siècle : Banû Qaynuqâ', Banû Nadîr et les Banû Qurayza. Progressivement leur importance relative dans l'oasis augmente. Ils envient la prospérité des juifs. Ces nouveaux venus obtiennent le soutien du roi chrétien ghassanide Al-Harith Ier ibn Th`alabah (287-307). Ils supplantent les tribus juives qui deviennent vassales vers le Ve siècle.
Les Aws, les Khazraj avaient coutume de se rendre en pèlerinage dans divers lieux dont La Mecque. À leur retour, ils visitaient le lieu de culte de Manat où ils se rasaient la tête avant de rentrer chez eux. Sans ce rite le pèlerinage n'était pas complet. Certains Arabes prenaient « Manat du lieu sacré de Khazraj » comme témoin de leurs serments.

### Rivalité entre les Khazraj et les Aws
Au VIe siècle les deux tribus arabes, Banû Aws et Banû, Khazraj deviennent rivales. Une querelle sur le marché de Yathrib aboutit au meurtre d'un allié des Khazraj par un membre des Aws. Cette première querelle se termine par un mauvais arrangement. À la fin des combats, ce sont les Khazraj qui prennent l'avantage. Les Aws se rendent alors à La Mecque pour solliciter le soutien des Quraych. Les délégués des Aws sont reçus par Mahomet qui leur offre son soutien. Les Aws refusent et s'en retournent à Yathrib continuer leurs combats contre les Khazraj. Ces derniers parviennent à convaincre les Banû Qaynuqâ' et les Banû Nadîr à ne plus soutenir les Aws. En gage de bonne foi les juifs remettent quarante de leurs enfants comme otages aux mains de Khazraj. Peu après un des Khazraj menace les juifs : « soit vous nous cédez vos demeures, soit nous tuons les otages ». Les juifs refusent de céder leurs maisons. Certains otages sont tués, d'autres restent en vie.
Vers 620, les Banû Qurayza et les Banû Nadîr se tournent vers les Aws pour combattre les Khazrajs. Les Aws se croient suffisamment forts pour affronter les Khazraj. Au moment du combat ils ont la mauvaise surprise de découvrir que les Khazraj ont réuni une armée plus nombreuse que prévu. La bataille est une victoire des Khazraj. Pendant la poursuite des vaincus leur chef est tué d'une flèche en pleine tête. La victoire change de camp et les Aws sont en position de massacrer les Khazraj. Ils s'en abstiennent finalement.

### L'Hégire (622)
Au cours du pèlerinage à La Mecque de l'année suivante, six membres de la tribu des Khazraj rencontrent Mahomet. Ils croient reconnaître en lui le prophète annoncé par les juifs. À leur retour à Yathrib, ils font quelques conversions qui constitueront le noyau des ansars (partisans, auxiliaires). Un peu après, une délégation de soixante dix nouveaux convertis rencontre Mahomet lui font serment d'allégeance (Pactes d'Aqaba). Mahomet désigne neuf Khazraj et trois Aws pour être les chefs de la communauté
En 622, Mahomet avec Abû Bakr fuit La Mecque pour rejoindre ses partisans à Yathrib (Médine). Mahomet promulgue la constitution de Médine qui régule les relations entre les musulmans et les tribus juives. Les deux tribus arabes nouvellement converties à l'islam forment le groupe des ansars, et les Mecquois venus avec Mahomet forment le groupe des muhâjirûn (réfugiés).

### Éviction des juifs
Au printemps 624, la tribu juive des Banû Qaynuqâ' vit près de Médine. Après la bataille de Badr entre les Quraych de la Mecque et les musulmans de Médine, le bruit court que les Banû Qaynuqâ' regrettent de ne pas avoir participé aux combats à côté des Mecquois ce qui leur aurait permis de remporter la victoire et de se débarrasser de Mahomet. Le prophète est lié aux Banû Qaynuqâ' par la constitution de Médine, mais est alors révélé le verset suivant : « Si tu crains quelque trahison de certaines gens, renvoie-leur leur traité, pour rétablir l'égalité ». Mahomet met les Banû Qaynuqâ' au pied du mur : ils se convertissent ou c'est la guerre. Les Banû Qaynuqâ' prennent le parti de faire la guerre. Ils se retranchent dans leurs murs et subissent un siège de deux semaines. Ils capitulent sans condition. Mahomet ordonne de tuer tous les hommes. Ceux-ci ne sont sauvés que par l'intervention des Banû Khazraj dont ils sont les alliés. La tribu juive des Banû Qaynuqâ' est chassée par les musulmans, leurs biens sont pris comme butin de guerre.
En juillet 625, après une série de représailles, Mahomet vient avec Abû Bakr et `Ali demander aux Banû Nadîr de participer au paiement du prix du sang pour deux Quraych tués par erreur alors qu'ils avaient un sauf-conduit signé du prophète. Les Banû Nadîr disent accepter de payer et invitent Mahomet à rentrer dans leurs murs. Mahomet a alors la révélation que certains d'entre eux préparent un attentat contre sa personne.[Quoi ?] Il proclame que le traité est rompu et fait le siège de la forteresse des Banû Nadîr. Après onze jours, ils se rendent sans condition. Mahomet leur permet de fuir avec quelques biens. Contrairement à l'usage, Mahomet garde pour lui tout le butin restant car il n'y a pas eu de combat.
En 627, les Quraych de La Mecque viennent assiéger les musulmans à Yathib. C'est la bataille du fossé. Après la victoire des musulmans sur les coalisés. Mahomet engage le siège des Banû Qurayza accusés d'avoir soutenu l'attaque des Quraych. Après un siège de plus de trois semaines, la tribu juive se rend aux musulmans. Le chef des Banu Aws, Sa'd ibn Mu'adh prononce la condamnation à mort des hommes des Banû Qurayzar. Il meurt quelque temps après des suites d'une blessure à la main subie pendant les combats de la bataille du fossé.
Après avoir joint les armées du prophète, ils ont participé avec les autres tribus arabes aux conquêtes musulmanes.

### Après la mort de Mahomet
Les Khazraj et les Aws s'affrontent de nouveau sur le choix du premier calife. Sa`d ibn `Ubâda chef des Khazraj est candidat. Pour s'opposer à Abû Bakr, les ansar proposent la candidature d'`Ali. Abû Bakr est finalement choisi. Les muhâjirûn prêtent serment, puis les Aws et enfin les Khazraj prêtent serment, seul Sa`d ibn `Ubâda ne prête pas serment. Il meurt peu après sans avoir prêté serment.

### Nasrides

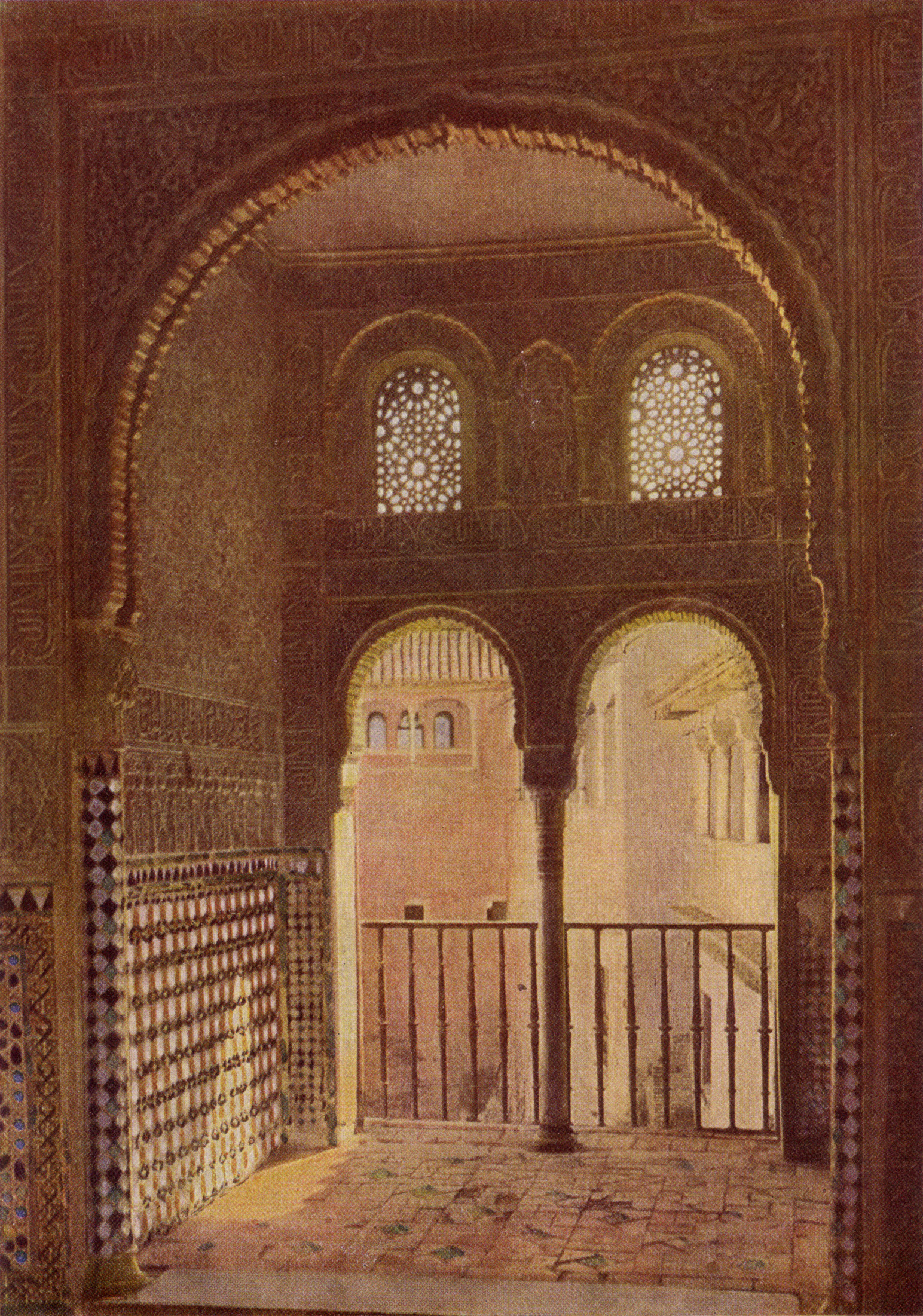
Salle des ambassadeurs, dans les palais nasrides

La dynastie nasride est instituée en 1238 par un émir arabe, Mohammed ben Nazar qui descendrait du médinois Sa`d ibn `Ubâda chef de la tribu des Banû Khazraj au moment de la mort de Mahomet en 632. Après la chute des Almohades, ils s'emparent de plusieurs villes et finalement de Grenade. Al-Ahmar y construit une résidence fortifiée qui deviendra le palais d'Alhambra.